# Berengario II di Neustria
Berengario di Neustria, in francese Bérenger (IX secolo – 896) fu conte di Rennes e di Bayeux e marchese di Neustria, dall'886 alla sua morte.

## Origine
Non si conosce l'esatta ascendenza di Berengario, si sa solo che discendeva da una famiglia di origine carolingia installata nella zona orientale del regno dei Franchi. Comunque secondo alcune fonti era figlio o genero del suo predecessore, Enrico di Franconia e secondo alcune ricostruzioni sarebbe stato il capostipite dei conti di Rennes.

## Biografia
Secondo l'archeologo inglese, Neil S. Price, nell'874 Berengario, definito conte di Rennes, si oppose energicamente ai Vichinghi, alleandosi con Alano il Grande, re dei Bretoni e riuscendo a fermare la loro incursione.
Nell'886, alla morte del marchese Enrico di Franconia, ucciso combattendo contro i Vichinghi all'assedio di Parigi, l'imperatore Carlo il Grosso, che era riuscito a riunificare l'impero di Carlo Magno, lo investì del titolo di marchese di Neustria contro i Vichinghi.
Berengario intervenne a più riprese per contrastare i raid normanni, nelle regioni intorno a Bayeux e Le Mans. Sempre secondo Neil S. Price, tra l'889 e l'890, Berengario si alleò nuovamente coi Bretoni di Alano il Grande, per combattere i Normanni, ottenendo una grande vittoria a Questembert.
In un documento dell'892, Berengario viene citato come pari di Roberto I di Francia, marchese di Neustria per combattere i Bretoni.
Berengario morì nell'896, e non si alcuna notizia di chi lo sostituì come marchese di Neustria contro i Vichinghi. Nel 911 la sua marca fu unita con la marca Bretone, con a capo Roberto I di Francia.
Il monaco e cronista normanno, Guglielmo di Jumièges, nella sua Historiæ Normannorum Scriptores Antiqui, sostiene che quando il re dei Franchi occidentali, Carlo il Semplice, concesse a Rollone, il ducato di Normandia, nel 911, il Re di Bretagna, Alano I ed il conte di Rennes e di Bayeux e marchese di Neustria, Berengario II, gli fecero un giuramento di fedeltà (la cosa non era possibile, in quanto, Berengario II era morto da circa 15 anni, mentre Alano I era morto da poco; si riferiva evidentemente ai loro successori).

## Discendenza
Secondo lo storico francese, Arthur de La Borderie, nel secondo volume del suo Histoire de Bretagne, Berengario aveva sposato la figlia di Gurvant, pretendente al trono dei Bretoni, in contrapposizione a Pasquitano, conte di Vannes, e che tramite il matrimonio avesse acquisito la contea di Rennes, da cui ebbe un figlio: 
- Judicael Berengario ( † 970), conte di Rennes[10]:

e identificandolo con Berengario di Bayeux gli si attribuisce anche una figlia:
- Poppa che venne catturata in un raid e andò in sposa a Rollone di Normandia.

### Fonti primarie
- (LA)  Annales Fuldenses; sive, Annales regni Francorum orientalis ab Einhardo, Ruodolfo, Meginhardo....
- (LA)  Borderie, Cartulaire de l'abbaye de Landevenec.
- (LA)  Historiæ Normannorum Scriptores Antiqui.

### Letteratura storiografica
- René Poupardin, I regni carolingi (840-918), cap. XIX, vol. II (L'espansione islamica e la nascita dell'Europa feudale) della Storia del Mondo Medievale, pp. 582–634.
- Louis Halphen, Francia: gli ultimi carolingi e l'ascesa di Ugo Capeto (888-987), cap. XX, vol. II (L'espansione islamica e la nascita dell'Europa feudale) della Storia del Mondo Medievale, pp. 636–661.
- (FR)  Histoire de Bretagne, de l'année 754 a l'année 995 di Arthur Le Moyne de La Borderie.
- (EN)  Neil S. Price, The Vikings in Brittany.